# Cabézon à cinq couleurs
Capito quinticolor
Espèce
Statut de conservation UICN

 VU A2c+3c+4c : Vulnérable
Le Cabézon à cinq couleurs (Capito quinticolor) est une espèce d'oiseau appartenant à la famille des Capitonidae, dont l'aire de répartition s'étend de la Colombie à l'Équateur.